# Sandro Gallo
Alessandro Gallo, detto Sandro (Venezia, 30 maggio 1914 – Lozzo di Cadore, 20 settembre 1944), è stato un partigiano italiano.

## Biografia
Ancora adolescente, durante gli studi liceali, era già un attivo antifascista.
Laureatosi in legge a Padova nel 1936, aderì al Partito Comunista clandestino l'anno successivo.
Insegnò prima a Pieve di Cadore poi presso il Liceo Scientifico "Benedetti" di Venezia. Arrestato per un alterco con un fascista avvenuto in Piazza San Marco durante la notte di capodanno del 1942, fu inviato al confino per un anno, prima ad Avezzano e poi alle isole Tremiti.
Al termine del confino, fondò a Venezia il Comitato di Unione antifascista, che poi divenne Comitato di Liberazione Nazionale, prima di trasferirsi a San Vito di Cadore in convalescenza per i postumi di una pleurite.
Dopo l'Armistizio di Cassibile dell'8 settembre 1943 ricevette dal CLN di Belluno l'incarico di organizzare la lotta armata nel Cadore. Assunto il nome di battaglia Garbin (termine dialettale veneziano per indicare il vento di libeccio), divenne ben presto comandante della brigata garibaldina "Pietro Fortunato Calvi", appartenente alla Divisione Garibaldi "Nino Nannetti".
Il 27 luglio del 1944 attaccò il presidio tedesco al posto di confine di Cortina, mettendo in fuga le truppe avversarie. Il 2 settembre dello stesso anno,  tra Belluno e Pieve di Cadore, fece saltare un ponte di importanza strategica per le comunicazioni tedesche. Il 20 settembre 1944 a Lozzo di Cadore, al comando di una pattuglia di quattro garibaldini, attaccò una colonna motorizzata tedesca, rimanendo ucciso insieme a due commilitoni, Alfredo Piccin Mingi e Giovanni Valentini Lilli.
Gli è stata dedicata l'arteria principale del Lido di Venezia, che attraversa in lunghezza una buona parte dell'isola.
A Sandro Gallo è intitolata la Sala Consiliare della Municipalità di Lido-Pellestrina.